# Küstenbefehlshaber östliche Ostsee
Küstenbefehlshaber östliche Ostsee (ab September 1943 Küstenbefehlshaber mittlere Ostsee) war die Bezeichnung einer im August 1938 aufgestellten militärischen Dienststelle der deutschen Kriegsmarine und ihres Befehlshabers im Zweiten Weltkrieg.

## Geschichte
Er unterstand dem Chef der Marinestation der Ostsee und nahm bis Januar 1940 zugleich die Aufgabe des Festungskommandanten Pillau wahr. Der Stab befand sich in Pillau, später in Gotenhafen.
Den Befehlsbereich bildete bei Kriegsbeginn die ostpreußische Küste. Er wurde 1939 um die westpreußische Küste und die Küste Danzigs erweitert und erstreckte sich von da an von der litauischen bis zur westpreußisch-pommerschen Grenze. Nach Auflösung der Dienststelle Küstenbefehlshaber Pommern im September 1943 kam der Küstenabschnitt bis zur Dievenow dazu, und die Dienststelle wurde in Küstenbefehlshaber mittlere Ostsee umbenannt.
Im November/Dezember 1944 erfolgte eine weitere Umgliederung, im Zuge derer die Dienststelle in die des Kommandanten der Seeverteidigung Ost- und Westpreußen überführt wurde.

## Unterstellte Verbände und Dienststellen

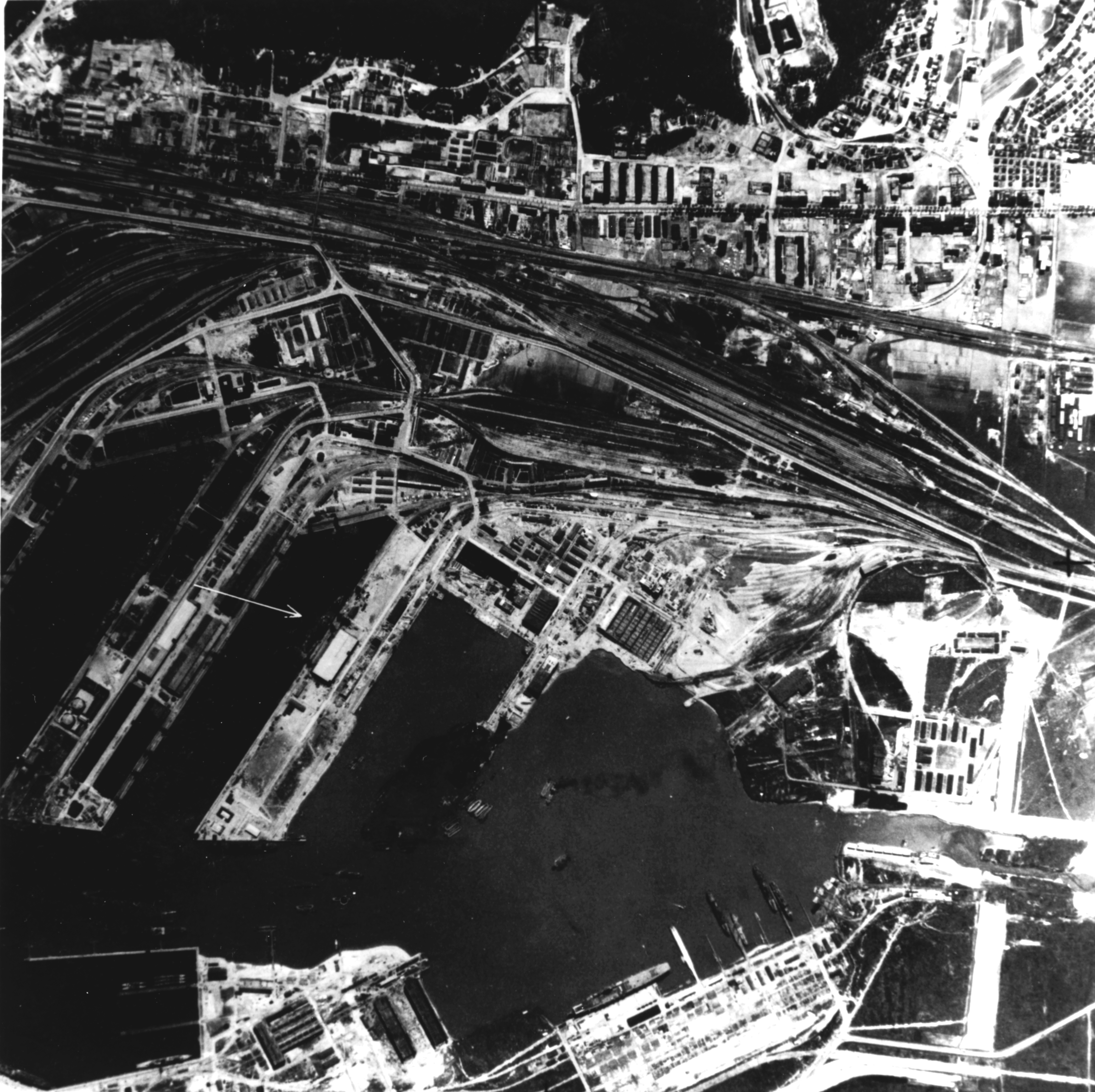
Marinehafen Gotenhafen 1942

Dem Küstenbefehlshaber unterstellte Dienststellen und Verbände
- Marineflugmeldeabteilung Pillau, am 15. April 1940 nach Gotenhafen verlegt, später in 5. Marineflugmeldeabteilung umbenannt
- Festung/Abschnitt Gotenhafen[A 1]
  - Hafenschutzflottille Danziger Bucht, August – November 1939
  - Sperrkommandant Gotenhafen - Sperrflottille, ab Oktober 1942 Küstenschutzflottille Preußenküste
  - Stadt-/Wehrmachtskommandant Gotenhafen
  - Hafenkapitän Gotenhafen
  - mehrere zeitweise bestehende Marineartillerie- und Marine-Flak-Abteilungen
  - Marineflakregiment 9 (Gotenhafen), ab September 1942
  - 1. Marinenebelabteilung (Gotenhafen), zeitweise
- Festung/Abschnitt Pillau[A 1]
  - Hafenkapitän Pillau
  - mehrere zeitweise bestehende Marineartillerie- und Marine-Flak-Abteilungen
  - Marineflugmeldeabteilung Pillau
- Festung/Abschnitt Memel[A 1]
  - Hafenschutzflottille Memel, zeitweise
  - Hafenkapitän Memel, ab 1942 zugleich Sperrkommandant
  - Sperrkommandant Memel, bis 1942
  - mehrere zeitweise bestehende Marineartillerie- und Marine-Flak-Abteilungen

## Befehlshaber
- Konteradmiral Friedrich-Wilhelm Fleischer, August 1939 – Januar 1940
- Kapitän zur See Robin Schall-Emden, Januar – März 1940
- Kapitän zur See Bernhard Liebetanz, März – Mai 1940
- Konteradmiral Robin Schall-Emden, Mai – Juni 1940
- Kapitän zur See/Konteradmiral Ernst Krafft, Juni 1940 – August 1942
- Vizeadmiral Friedrich Götting, September 1942 – Februar 1943
- Konteradmiral Joachim Plath, März 1943 – Dezember 1944

## Chefs des Stabes
- Kapitän zur See Wilhelm Rhein: von der Aufstellung bis September 1939
- Korvettenkapitän Kurt Stratmann: von September 1939 bis Mai 1940
- Kapitänleutnant M. A. d. R. Erich Fressel: von Juni 1940 bis November 1942 als 1. Admiralstabsoffizier mit der Wahrnehmung der Geschäfte beauftragt
- Kapitän zur See Wolfgang Jerchel: von November 1942 bis August 1943, anschließend Seekommandant Saloniki
- Kapitän zur See Albert Willich: von August 1943 bis März 1944, anschließend Chef des Stabes Admiral Ostland
- Kapitän zur See Wilibald Schmidt: von März 1944 bis Dezember 1944
- Kapitän zur See Wolfgang Jerchel: Dezember 1944